# Takamatsu
Takamatsu (高松市, Takamatsu-shi; en català i literalment: "Pi Alt") és una ciutat i municipi de la prefectura de Kagawa, a la regió de Shikoku, Japó, així com la capital prefectural i el segon municipi més populós de l'illa de Shikoku. El govern del Japó la considera una ciutat nucli. Takamatsu és una important ciutat portuària de la mar interior de Seto, estant també a prop dels ports de l'illa de Honshu. Gràcies a la seua posició estratègica, la ciutat va prosperar ràpidament durant el període Tokugawa sota el govern dels daimyos o senyors feudals, els quals van construir un castell i fundaren el feu de Takamatsu. Takamatsu és una ciutat amb una gra concentració de seus de companyies d'àmbit nacional, les quals juguen un important paper a l'economia de la ciutat i de la prefectura, albergant també seus estatals i de companyies privades per a la regió de Shikoku. La torre del castell, abans utilitzada com un símbol de la ciutat, va ser destruïda durant l'era Meiji. L'any 2004 va finalitzar la construcció d'un gratacels anomenat Takamatsu Symbol Tower, destinat a ser el nou símbol de Takamatsu. La torre es troba a la zona de Sunport Takamatsu, sent l'edifici més alt de la ciutat i estant al costat d'un altre edifici emblemàtic, el JR Clement Hotel, part del complexe de Sunport. La zona de Sunport Takamatsu comprén els edificis Symbol Tower, Clement Hotel i el centre comerical Maritime Plaza. L'estació d'autobusos de Takamatsu es troba a prop de la zona de Sunport.

## Geografia
El municipi de Takamatsu està situat al centre de la prefectura de Kagawa i ocupa tot l'ample de la prefectura de nord a sud, fent costa al nord amb la mar interior de Seto i al sud limitant amb la prefectura de Tokushima. El terme municipal de Takamatsu limita amb els de Sanuki i Miki a l'est i amb Sakaide, Ayagawa i Mannō a l'oest.

## Història
La ciutat fou oficialment fundada el 15 de febrer de 1890. Des del període Tokugawa, quan el clan Matsudaira va instal·lar la capital del seu feu, Takamatsu esdevingué el centre econòmic i social de la zona.
Degut al seu caràcter estratègic a la regió de Shikoku i a la mar interior de Seto, Takamatsu va ser elegida per l'exèrcit dels Estats Units com a objectiu durant la Segona Guerra Mundial. El 3 de juliol de 1945, 128 B-29 van bombardejar Takamatsu. Vora 800 bombes incendiàries van caure sobre Takamatsu, destruint el 78% de les construccions de la ciutat.
El 26 de setembre de 2005, la vila de Shionoe, pertanyent al districte de Kagawa, va passar a formar part de Takamatsu. El 10 de gener de 2006, Takamatsu va absorbir les viles d'Aji i Mure, al districte de Kita; Kônan i Kagawa, del districte de Kagawa i Kokubunji, pertanyent al districte d'Ayauta.

## Demografia
| 1920    | 1930    | 1940    | 1950    | 1960    | 1970    | 1980    |
| ------- | ------- | ------- | ------- | ------- | ------- | ------- |
| 186.963 | 213.001 | 219.082 | 269.159 | 295.178 | 327.170 | 386.547 |
| 1990    | 2000    | 2010    | 2020    | 2030    | 2040    | 2050    |
| 406.853 | 416.680 | 419.291 | 417.902 | -       | -       | -       |

## Persones il·lustres
- Susumu Kagawa

## Agermanaments
- Sant Petersburg, Florida, EUA.[5] (5 d'octubre de 1961)
- Hikone, prefectura de Shiga, Japó. (15 d'agost de 1966)
- Mito, prefectura d'Ibaraki, Japó. (13 d'abril de 1974)
- Tours, Indre i Loira, França.[6] (3 de juny de 1988)
- Nanchang, província de Jiangxi, RPX.[7][8] (28 de setembre de 1990)
- Yurihonjō, prefectura d'Akita, Japó. (27 d'octubre de 1999)
- Keelung, República de la Xina. (1 de maig de 2017)